# El desorden que dejas (serie de televisión)
El desorden que dejas es una serie española de televisión original de Netflix, estrenada el 11 de diciembre de 2020 en 190 países del mundo. La serie narra la vida de una profesora que comienza a recibir amenazas parecidas a las que sufrió su antigua compañera fallecida. La serie consta de una temporada con 8 episodios de 40 minutos de duración.
La serie es una adaptación de la novela homónima de Carlos Montero publicada en 2016, cuya adaptación audiovisual y dirección realiza él mismo. Está protagonizada por Inma Cuesta y Bárbara Lennie, además de contar en el reparto con Tamar Novas, Arón Piper y Roberto Enríquez. La serie es producida por Vaca Films y El Desorden Crea.

## Trama
Raquel, una profesora de literatura, acepta una sustitución en el instituto Novariz, del pueblo de su marido. En su primer día, halla entre los exámenes una nota que dice "¿Y tú cuánto vas a tardar en morir?". La ilusión por comenzar las clases choca con la bienvenida de los alumnos, pronto descubrirá quién era la profesora a la que sustituye y cómo ha marcado la vida de todos.

## Rodaje
La serie se rodó principalmente en Celanova, una villa de poco más de 5500 habitantes. El IES de Celanova, donde se desarrollan escenas claves en la trama, forma parte del monasterio de San Salvador, fundado por San Rosendo. Otras localizaciones incluyen la villa de Ribadavia, las termas romanas de Bande o la Ribeira Sacra. En éstas se crea un entorno dominado por la naturaleza y el misterio.

## Reparto

### Reparto principal
- Inma Cuesta como Raquel Valero
- Bárbara Lennie como Elvira «Viruca» Ferreiro Martínez
- Tamar Novas como Germán Araujo
- Arón Piper como Iago Nogueira
- Roberto Enríquez como Mauro Muñiz
- Roque Ruiz como Roi Fernández
- Isabel Garrido como Nerea Casado Macías
- Fede Pérez como Demetrio Araujo
- Alfonso Agra como Tomás Nogueira
- Susana Dans como Marga

### Reparto secundario
- Xavier Estévez como Ramón
- Xosé Touriñán como Gabriel Acevedo
- María Tasende como Iria
- Camila Bossa como Isa
- María Costas como Claudia, madre de Germán
- Abril Zamora como Tere
- Chelo Falcón como Carmen, madre de Raquel
- Ana Santos como Concha
- David Varela como Alumno
- Mela Casal como Madre de Viruca
- César Cambeiro como Abel
- Soraya Sánchez como Abuela

## Episodios
| N.º | Título                      | Dirigido por   | Escrito por                   | Fecha de lanzamiento original |
| --- | --------------------------- | -------------- | ----------------------------- | ----------------------------- |
| 1   | «En la boca del lobo»       | Carlos Montero | Carlos Montero                | 11 de diciembre de 2020       |
| 2   | «Lo saben»                  | Carlos Montero | Carlos Montero                | 11 de diciembre de 2020       |
| 3   | «Cuenta hasta tres»         | Silvia Quer    | Javier Holgado Vicente        | 11 de diciembre de 2020       |
| 4   | «Caída en picado»           | Silvia Quer    | Carlos Montero                | 11 de diciembre de 2020       |
| 5   | «El lugar secreto»          | Silvia Quer    | Javier Holgado Vicente        | 11 de diciembre de 2020       |
| 6   | «Lo que no quiso ver en ti» | Roger Gual     | Andrés Seara y Carlos Montero | 11 de diciembre de 2020       |
| 7   | «La tercera víctima»        | Roger Gual     | Javier Holgado Vicente        | 11 de diciembre de 2020       |
| 8   | «El desorden que dejas»     | Roger Gual     | Carlos Montero                | 11 de diciembre de 2020       |

## Producción
A principios de 2019 la plataforma de streaming anunció que adaptaría la novela y esta se estrenaría a lo largo del año 2020, el rodaje se inició el 21 de octubre del 2019 en Galicia y se alargó hasta mediados de marzo del 2020 en localizaciones como Betanzos, Cambre, Oleiros, La Coruña, Celanova, Ribadavia, Bande y los cañones del Sil. La serie es producida por Vaca Films y El Desorden Crea, productora creada por el creador Carlos Montero